# Athyrium niponicum
Espèce
Athyrium niponicum (parfois orthographiée A. nipponicum) est une espèce de fougères de la famille des Dryopteridaceae originaire du Japon, de Taïwan, de Corée et du nord de la Chine.

## Synonymes
- Asplenium niponicum Mett.
- Asplenium uropteron Miq.
- Athyrium uropteron (Miq.) C.Chr.
- Athyrium goeringianum (Kunze) Moore
- Anisocampium niponicum (Mett.) Yea C.Liu, W.L.Chiou & M.Kato
- Asplenium brevisorum Wall.
- Asplenium brevisorum Wall. ex Hook.
- Asplenium niponicum subsp. longipes Franch. & Sav.
- Asplenium niponicum subsp. minus Franch. & Sav.
- Asplenium niponicum var. uropteron (Miq.) Franch. & Sav.
- Asplenium nipponicum var. longipes Franch. & Sav.
- Asplenium nipponicum var. minus Franch. & Sav.
- Athyrium anhweiense Ching & P.C.Chiu
- Athyrium apiciflorum Ching
- Athyrium biondii Christ
- Athyrium brevisorum (Wall. ex Hook.) T.Moore
- Athyrium brevisorum Bedd.
- Athyrium chekiangense Ching
- Athyrium concinnum Nakai
- Athyrium fissum Christ
- Athyrium goeringianum var. pictum Maxwell
- Athyrium matsumurae Christ ex Matsum.
- Athyrium niponicum f. cristato-flabellatum (Makino) Nameg. & Sa.Kurata
- Athyrium niponicum f. majus C.Chr.
- Athyrium niponicum var. cristato-flabellatum Makino
- Athyrium niponicum var. pachyphlebium (C.Chr.) Kitag.
- Athyrium niponicum var. pictum (Maxwell) Fraser-Jenk.
- Athyrium nipponicum f. major C.Chr.
- Athyrium pachyphlebium C.Chr.
- Athyrium silvestrii Christ
- Athyrium yunnanense Christ
- Microchlaena yunnanensis (Christ) Ching

## Description
C'est une petite espèce vivace et caduque de croissance lente aux feuilles pennées d'une hauteur de 25 cm à 45 centimètres, pendantes et triangulaires, d'une largeur de 15 cm à 25 cm. Elles sont dentées et disséquées d'une couleur vert-de-gris. Son rhizome est traçant, écailleux et brunâtre. Ses tiges et ses nervures sont de couleur pourpre ou bronze.
Il existe deux variétés cultivées pour les jardins: Athyrium niponicum var. pictum aux frondes arquées avec une bande centrale argentée et Athyrium niponicum (ou goeringianum) var. metallicum, plus petite, aux beaux reflets argentés, comme du métal, avec des rachis et pennes de couleur pourpre et des frondes arquées.

## Culture
Cette plante nécessite une certaine humidité, mais bien drainée, et une lumière tamisée. Elle résiste à -20°. Elle repart au printemps après avoir été bien protégée par un amas de feuilles. Elle se plaît dans les rocailles au sol riche et à mi-ombre.